# Kaona (Vladimirci)
Kaona (Servisch: Каона) is een plaats in de Servische gemeente Vladimirci. De plaats telt 341 inwoners (2002).